# Marian Rębkowski
Marian Krzysztof Rębkowski (ur. 8 września 1960 w Otwocku) – polski archeolog, związany z Instytutem Archeologii i Etnologii Polskiej Akademii Nauk (IAE PAN), jego dyrektor od 2019.

## Życiorys
W 1984 ukończył studia archeologiczne na Uniwersytecie Warszawskim. W latach 1987–2000 uczestniczył w badaniach archeologicznych średniowiecznego Kołobrzegu, kierował tym projektem od 1988. Od 1991 pracował w Instytucie Archeologii i Etnologii Polskiej Akademii Nauk, gdzie kierował Zespołem Badawczym w Kołobrzegu. W 1995 obronił tam pracę doktorską Ceramika jako źródło poznania stosunków społeczno-kulturowych lokacyjnego Kołobrzegu napisaną pod kierunkiem Lecha Leciejewicza. W latach 1999–2006 kierował Pracownią Archeologiczną IAE PAN w Szczecinie, w 2002 otrzymał na podstawie pracy Pierwsze lokacje miast w księstwie zachodniopomorskim. Przemiany przestrzenne i kulturowe stopień doktora habilitowanego.
W latach 2003–2006 uczestniczył w projekcie „Przemiany kulturowe i osadnicze nad dolną Regą w XII-XIV w.”. W 2003 został równocześnie zatrudniony na Uniwersytecie Szczecińskim, tam stworzył Katedrę (Zakład) Archeologii i kierował nią w latach 2005-2019. W latach 2006–2011 był kierownikiem szczecińskiego Oddziału IAE PAN, w 2009 otrzymał tytuł profesora nauk humanistycznych. W latach 2012–2019 był kierownikiem Ośrodka Archeologii Średniowiecza Krajów Nadbałtyckich IAE PAN, w 2019 został dyrektorem IAE PAN. W latach 2013–2019 uczestniczył w projekcie Ujście Odry we wczesnym średniowieczu. Wolin i Lubin – edycja źródeł archeologicznych, w latach 2016–2020 w projekcie Madinat Ilbira – poprzednik Granady. Średniowieczne miasto Umajjadów i Mozarabów na półwyspie Pirenejskim.
W 2005 został odznaczony Srebrnym Krzyżem Zasługi, w 2021 otrzymał tytuł Zasłużony dla miasta Kołobrzeg, w 2022 został członkiem korespondentem Polskiej Akademii Umiejętności. W 2023 został odznaczony Krzyżem Kawalerskim Orderu Odrodzenia Polski.